# Lidia Hlib
Lidia Hlib (nume complet Elisabeta Lidia Hlib; n. 2 februarie 1944, Ungheni, Iași, România) este o prozatoare și poetă din Republica Moldova.
A făcut studii în filologie la Universitatea de Stat din Moldova, absolvindu-le în 1965. Imediat după universitate, a fost profesoară de limba română la Școala nr. 1 din Cărpineni, Hîncești timp de un an. A urmat o perioadă în care a fost regizoare la redacția literară a televiziunii de stat (actualmente TeleRadio Moldova), apoi redactoare la teatrul televizat „Prichindel”. A fost secretar literar la Teatrul „Licurici”, cât și coordonator la Editura Uniunii Scriitorilor (1989–1992) și la Editura „Iulian”. A colaborat la revista „Steluța” (azi „Alunelul”). În 2014, activa la Editura „Silvius Libris”.
Debutul literar l-a avut în anul 1967, când a publicat în revista „Moldova” miniatura pentru copii Micuța. A continuat să scrie, publicând nuvele în culegerea Dintre sute de catarge (1984), cât și proză satirică și epigrame. A publicat volumele de povestiri:
- Stăpâna lunilor de vară (1982)
- Regina nopții (1985)
- Fetița din televizor (1988)
- Zâna celor micuți (1990)
- Povestea licuriciului (1995)
- Legenda Mării Negre (1996)
- Floarea cu mii de petale (1998)
- Migo-Flamingo (2002)
- Ciocârlia și elfii (2005)
- Surpriza lui Moș Crăciun (2012)

A compus piesele pentru copii Fetița cu daruri (1990) pentru teatrul „Luceafărul” și Aventurile lui Istețel și Tărcățel (1991). De asemenea, a tradus din rusă pentru copii, inclusiv Aventurile lui Buratino⁠(d) de Alexei Tolstoi. A semnat scenariul pentru filmul televizat Ceramica din Ungheni (1987).
Lidia Hlib are calități de graficiană, obișnuind să își ilustreze singură unele scrieri. La aniversarea a 60 de ani de la naștere, a organizat două expoziții de artă grafică la Muzeul de Literatură Română „Mihail Kogălniceanu”: „Chemarea infinitului” și „Vibrații noi”. Este o activistă în probleme ecologice; a publicat cartea Pădurea, rădăcina sufletului și scrie regulat în reviste ecologiste.
Este membră a Uniunii Scriitorilor din Moldova din 1987. Printre premiile primite se numără:
- 1986: Premiul Comitetului de Stat pentru Edituri, Poligrafie și Comerțul cu Cărți al RSSM, pentru cartea Regina nopții
- 1992: Premiul Ministerului Culturii la Concursul de dramaturgie, pentru piesa Aventurile lui Istețel și Tărcățel
- 1999: Diploma Salonului Internațional de Carte pentru Copii, ediția a III-a, pentru cartea Floarea cu mii de petale
- 2008: Premiul Uniunii Scriitorilor pentru volumele Regina nopții și Zâna celor micuți

Activitatea sa literară este remarcată de criticii din România și Republica Moldova. Ion Ciocanu spunea următoarele:
„Lidia Hlib posedă harul de a izvodi basme incitante pentru copiii dornici de a se antrena în savurarea subiectelor originale și captivante, pe măsura înțelegerii lor (...). Caracterul atractiv, captivant al narațiunii, spontaneitatea expresiei, dezinvoltura depănării subiectului – fac cinste Lidiei Hlib.”—Ion Ciocanu